# Cuspidaria microrhina
Cuspidaria microrhina är en musselart som beskrevs av Dall 1886. Cuspidaria microrhina ingår i släktet Cuspidaria och familjen Cuspidariidae. Inga underarter finns listade i Catalogue of Life.